# Bella Block: Hundskinder
Hundskinder ist ein deutscher Fernsehfilm von Andreas Prochaska aus dem Jahr 2013. Es handelt sich um den 33. Filmbeitrag der ZDF-Kriminalfilmreihe Bella Block. Für ihren ehemaligen Kollegen Jan Martensen (Devid Striesow) ist es der 15. und zugleich letzte Fall.

## Handlung
Der ehemalige Soldat Joseph Mackeder wird im Wald erschossen aufgefunden. Mackeder hinterlässt vier Kinder auf einem ärmlichen Hof. Kommissar Jan Martensen bittet Bella Block ihr bei dem Fall, in dem Kinder involviert sind, zu helfen. Als sie die Kinder im Zuge ihrer Ermittlungen befragen will, wird sie von denen als Geisel gefangen genommen. Die Kinder verlangen vereint zu bleiben und wollen ihre Mutter wiederhaben, die vor mehreren Jahren die Familie verlassen hat. Um zu demonstrieren, wie ernst es ihnen ist, schießt Lukas, der Älteste, auf die Kommissarin. So wird aus der Forderung eine Erpressung und Lukas droht Bella Block zu erschießen, sollte das Verlangte nicht erfüllt werden. Ihre Versuche die Kinder zu überzeugen, dass ihr Unterfangen aussichtslos ist, bringt keinen Erfolg. Dabei drängt die Zeit, denn bei ihrem Vater wurden an den Händen Blutspuren gesichert, die mit Tollwuterregern infiziert waren. Die Kinder müssten dringend vorsorglich geimpft werden und auch die Hunde sollen laut Anordnung des Veterinäramtes getötet werden. Bella Block muss miterleben, wie die Kinder fast generalstabsmäßig ihr Haus zu einer Festung ausbauen und niemanden in ihre Nähe lassen. Mit der Zeit gelingt es Bella Block das Vertrauen der Kinder, insbesondere das von „Anführer“ Lukas, zu gewinnen.
Während das SEK das gesamte Gelänge absichert, versucht Jan Martensen die Mutter der Kinder zu erreichen. Seine junge Kollegin, Leonie Ahmendt, macht sich derweil Gedanken über das Mordmotiv. Sie hält den Schwager des Toten für durchaus tatverdächtig. Er hat Schulden und wenn er als Vormund der Kinder, deren nächster Verwandter Lars Beyer ist, eingesetzt werden würde, könnte er über das Grundstück verfügen, das in den nächsten Monaten zu Bauland wird. Des Weiteren findet sie heraus, dass vor kurzem aus einem Labor eine tollwutinfizierte Katze verschwunden wäre.
Um die Kinder zu täuschen, will das SEK ein Double einsetzen, das sie für ihre Mutter halten sollen. Der Plan wäre fast geglückt, doch eskaliert das Ganze. Beim Schusswechsel wird Lukas schwer, aber nicht tödlich verletzt. Sein Onkel, den die ganze Situation miterlebt, gibt zu, dass er die Katze aus dem Labor gestohlen hatte, damit sich die Hunde seines Schwagers daran infizieren sollten und der Hof geschlossen würde. Als er merkte, dass sein Vorhaben nicht funktionierte, schoss er auf Joseph Mackeder, weil dieser ihn entdeckt hatte und auch bereits mit dem Gewehr auf ihn zielte.

## Hintergrund
Der Film wurde 2012 in Hamburg gedreht und am 16. März 2013 um 20:15 Uhr im ZDF erstausgestrahlt und erreichte 6,21 Millionen Zuschauer, was einen Marktanteil von 19,5 Prozent entsprach.

## Kritik
Rainer Tittelbach von tittelbach.tv urteilte: „Der Rahmen von ‚Hundskinder‘ ist Krimi, im Zentrum ist diese ‚Bella-Block‘-Episode ein reinrassiges Drama. Das Situative, die Rolle der Kinder als Täter, die mehr noch Opfer sind, die Physis des Augenblicks, die Kids drinnen, die Polizei draußen und Bella Block als Mittlerin, das alles dominiert über die finale Spannung. Das Bedrohungspotenzial dieser Geiselnahme ist gering, der Affektgehalt umso höher.“
Bei quotenmeter.de wertete Marcel Roßmann: „Was als gewöhnlicher Krimi mit einer Leiche im Wald beginnt, entpuppt sich dann doch als etwas umfassender und brisanter als man zunächst vermuten mag. Als Zuschauer liegt das Augenmerk recht schnell auf den Kindern, von der Frage begleitet, was sie eigentlich so misstrauisch der Polizei gegenüber macht.“ „Allerdings fallen das Finale sowie die Auflösung des Geheimnisses, dass die gesamte Familie umgibt, ein bisschen dürftig aus.“ Fazit: „Alles in allem ist der neue ‚Bella Block‘-Fall durchaus sehenswert, doch wer am Samstagabend besseres vor hat, muss sich nicht ärgern den Fall verpasst zu haben.“
Die Kritiker der Fernsehzeitschrift TV Spielfilm vergaben die beste Wertung (Daumen nach oben) und meinten: „Starkes Krimidrama ohne Sozial- und Opferklischees.“ Fazit: „Ungewöhnlicher Fall, richtig gut umgesetzt“.